# Charles Forsman
Charles Forsman (sinh 1982) là một tác giả truyện tranh người Mỹ.
Kết hợp phong cách vẽ đơn giản với các chủ đề tối và hiện thực, Forsman tiếp tục truyền thống của truyện tranh thay thế. Anh đã lấy bằng của Trung tâm Nghiên cứu Phim hoạt hình
Truyện tranh Snake Oil do anh tự xuất bản đã giành được Giải thưởng Ignatz năm 2008 cho Truyện tranh xuất sắc nhất và Bộ truyện xuất sắc nhất.
Tiểu thuyết The End of the F *** ing World của ông, "một bản ballad viết về nỗi tức giận và muốn giết người", đã giành được Giải thưởng Ignatz năm 2013 cho Truyện tranh xuất sắc nhất và được chuyển thể vào năm 2017 thành phim truyền hình The End of the F***ing World của Anh.
The End of the F *** ing World, I Am Not Okay with This và Celebrated Summer được xuất bản bởi Fantagraphics Books. Tất cả các tác phẩm khác của ông, chẳng hạn như Revenger hoặc Slasher, hoặc là tự xuất bản, do các nhà xuất bản nhỏ xuất bản, hoặc bán trực tiếp cho độc giả trực tuyến thông qua Patreon.
Vào ngày 10 tháng 6 năm 2019, đã có thông báo rằng Netflix sẽ sản xuất một bộ phim dài bảy tập dựa trên I Am Not Okay with This với sự tham gia của Sophia Lillis và Wyatt Oleff. Bộ truyện được tạo ra bởi Jonathan Entwistle và Christy Hall, những người này là nhà sản xuất điều hành cùng với Shawn Levy, Dan Levine, Dan Cohen và Josh Barry. Entwistle đạo diễn đạo loạt phim này. Bộ phim được công chiếu vào ngày 26 tháng 2 năm 2020.